# Louis-Gabriel de Bonald
Louis Gabriel Ambroise, vikomt de Bonald (2. října 1754 Millau – 23. listopadu 1840 Millau) byl francouzský filozof a politik, teoretik státu, kritik osvícenství a představitel francouzského tradicionalismu.
Po studiích v Paříži a působení v královské gardě se Louis-Gabriel de Bonald vrátil do svého rodného Millau. Francouzskou revoluci zprvu uvítal, ale nakonec se v roce 1791 stal členem emigrantské armády. Později se tajně vrátil do Francie, kde mu bylo umožněno zůstat.
Po porážce Napoleona Bonaparte se stal de Bonald poslancem, v roce 1816 byl přijat do Akademie věd a v roce 1822 se stal ministrem francouzské vlády. Po Červencové revoluci se stáhl z politického života.
Jedním z jeho synů byl Louis-Jacques-Maurice de Bonald.

## Dílo
- 1796 :  Théorie du pouvoir politique et religieux
- 1800 : Essai analytique sur les lois naturelles de l'ordre social
- 1801 : Du divorce considéré au XIXe siècle
- 1802 : Législation primitive
- 1817 : Pensées sur divers sujets
- 1818 : Recherches philosophiques sur les premiers objets des connaissances morales
- 1815 : Réflexions sur l'intérêt général de l'Europe
- 1818 : Observations sur un ouvrage de Madame de Staël
- 1819 : Mélanges littéraires, politiques et philosophiques
- 1830 : Démonstration philosophique du principe constitutif de la société
- 1821 : Législation primitive considérée par les lumières de la raison
- 1821 : Opinion sur la loi relative à la censure des journaux
- 1825 : De la chrétienté et du christianisme
- 1826 : De la famille agricole et de la famille industrielle
- 1834 : Discours sur la vie de Jésus-Christ
- 1840-43 až 1859 : Œuvres complètes